# Bjelojevići (Czarnogóra)
Bjelojevići (cyr. Бјелојевићи) – wieś w Czarnogórze, w gminie Mojkovac. W 2011 roku liczyła 210 mieszkańców.